# 1936年ベルリンオリンピックのスウェーデン選手団
1936年ベルリンオリンピックのスウェーデン選手団（1936ねんベルリンオリンピックのスウェーデンせんしゅだん）は、1936年8月1日から8月16日にかけてドイツの首都ベルリンで開催された1936年ベルリンオリンピックのスウェーデン選手団、およびその競技結果。

## 概要
今大会は金メダル6個、銀メダル5個、銅メダル9個の合計20個のメダルを獲得した。

## メダル
| メダル | 選手名                 | 競技 | 種目           |
| ------ | ---------------------- | ---- | -------------- |
| 銅     | ヘンリー・ヨンソン     | 陸上 | 男子5000m      |
| 銅     | フレド・ヴァーンゴード | 陸上 | 男子ハンマー投 |